# 坂田耳子
坂田 耳子（さかた の みみこ）は、古墳時代の豪族あるいは皇族。姓は不明。坂田 耳子郞君（さかた の みみこ の いらつきみ）・坂田耳子王（さかたのみみこのおおきみ）ともいう。

## 出自・経歴
『新撰姓氏録』「右京神別」によると、坂田氏は「出自諡継体皇子仲王之後也」とあり、『日本書紀』巻第十七にも継体天皇の子で、兎皇子の弟である中皇子を祖であると記されている。
『日本書紀』巻十九によると、欽明天皇32年（571年）3月、新羅に使者として派遣され、任那が滅亡した理由を問わしめている。その後、ほどなくして、欽明天皇は崩御しているた。
その後、『書紀』巻第二十では、敏達天皇14年（585年）3月、天皇の任那再建の思いを受け、使者として派遣されるところであったが、天皇と大臣物部守屋が疱瘡にかかったため、中止されている。この時、天皇は橘豊日皇子（のちの用明天皇）に詔をし、「先帝（欽明天皇）の勅に背かずに、任那復興の政策を勤め修めるべし」と伝えている。この時もほどなくして、敏達天皇は崩御している。